# L'Encerclement
 (février 2023).
Pour plus de détails, voir Fiche technique et Distribution.
L'Encerclement - La démocratie dans les rets du néolibéralisme est un film documentaire québécois réalisé par Richard Brouillette, sorti en 2008.
À travers les réflexions et les analyses de plusieurs intellectuels de renom, ce documentaire trace un portrait de l’idéologie néolibérale et examine les différents mécanismes mis à l’œuvre pour en imposer mondialement les diktats.
La première mondiale a eu lieu aux 11e Rencontres internationales du documentaire de Montréal, le 20 novembre 2008. La première internationale a eu lieu à la 59e Berlinale, dans la section Forum international du nouveau cinéma, le 7 février 2009.
Connaissant un franc succès critique, le film a remporté un certain nombre de prix et de récompenses dans le monde entier (voir infra), malgré une distribution limitée voire exclusive.

## Structure du film
L’encerclement est constitué de dix chapitres et se divise en deux grandes parties.

### Chapitre 1: Introduction
Ignacio Ramonet revient sur deux éditoriaux publiés dans Le monde diplomatique au milieu des années 90 et qui résument bien la problématique abordée par le film : Régimes globalitaires et La pensée unique.

### Chapitre 2: Origines
François Denord retrace les origines de l’idéologie néolibérale. S’attardant d’abord sur les conditions qui en ont favorisé l’éclosion, il nous parle ensuite de ce qui constitue les deux actes fondateurs du mouvement néolibéral, le Colloque Walter Lippmann (1938) et la fondation de la Société du Mont Pèlerin (1947) qui deviendra la maison mère de l’Internationale néolibérale.

### Chapitre 3: Au cœur du réseau néolibéral, lesthink-tanks
François Denord nous décrit comment la Société du Mont Pèlerin a essaimé en plusieurs associations et think-tanks, dont le rôle essentiel fut de propager l’idéologie néolibérale dans la sphère publique afin de la faire adopter par le plus grand nombre. Noam Chomsky explique comment l’émergence des think-tanks a permis de ramener vers la droite l’opinion publique qui, dans les années 60, se faisait de plus en plus contestataire. Puis, nous nous transportons vers un séminaire étudiant organisé par l'Institut Fraser et l’Institut économique de Montréal où nous entendons Filip Palda qui énonce quelles doivent être les limites de l’État et Donald J. Boudreaux qui nous explique comment le capitalisme industriel a contribué à dépolluer l’environnement.

### Chapitre 4: Petit florilège libéral – Libertarianisme et théorie des choix publics
Martin Masse développe sa vision du libertarianisme, philosophie qu’il épouse entièrement et qui met l’accent sur la liberté individuelle tout en prônant une extrême limitation des pouvoirs de l’État. Jean-Luc Migué, quant à lui, trace les grandes lignes de la théorie des choix publics qui énonce que l’adoption des politiques gouvernementales n’est pas motivée par l’intérêt collectif mais par les intérêts particuliers de différents groupes sociaux. Messieurs Masse et Migué se relaient pour dénoncer l’inefficacité de l’État et l’injustice engendrée par ses actions coercitives, tout en louant le droit de propriété privée et l’efficience du libre marché.

### Chapitre 5: Critiques
Normand Baillargeon, Noam Chomsky, Susan George, Oncle Bernard et Omar Aktouf se succèdent à l’écran pour échafauder une critique des théories libérales classiques reprises par les néolibéraux : la théorie de la main invisible d’Adam Smith, la théorie des avantages comparatifs de David Ricardo, le droit de propriété de John Locke, etc. Ils maintiennent entre autres que ces théories, élaborées aux XVIIe et XVIIIe siècles, qui trouvaient leur sens dans le contexte de l’économie de cette époque lointaine, ne peuvent plus s’appliquer à l’économie contemporaine.

### Chapitre 6: Propagande et endoctrinement – l’éducation
Normand Baillargeon nous parle des dérives de l’éducation qui a délaissé son rôle de préparation à la vie civique pour se transformer en système de formation professionnelle au service des entreprises. Puis, il rappelle comment le désengagement de l’État en Amérique du Nord a permis à plusieurs entreprises d’entrer dans les écoles, sous le prétexte de fournir des émissions pédagogiques ou du matériel didactique, pour déverser leur propagande à des publics naïfs et captifs. Omar Aktouf évoque ensuite la panne de sens que traverse actuellement la société et revient sur le dévoiement de l’enseignement, maintenant axé sur le marché de l’emploi, qui fait des étudiants des serviteurs-reproducteurs du système.

### Chapitre 7: Propagande et endoctrinement – les médias
Normand Baillargeon revient sur la Commission Creel, qui est à l’origine des techniques modernes de façonnement de l’opinion publique qui parviennent à imposer une vision du monde, un vocabulaire, une manière de penser, etc. François Brune démontre comment l’idéologie dominante parvient à s’imposer comme naturelle, comme allant de soi. Ignacio Ramonet, enfin, nous explique comment les médias parviennent à créer la vérité en établissant l’équation « répétition égale démonstration ».

### Chapitre 8: La force d’imposition des marchés financiers
Noam Chomsky nous révèle comment les marchés financiers parviennent à constituer un « sénat virtuel » qui est à même de dicter aux différents gouvernements du monde les politiques qu’ils doivent adopter. Oncle Bernard nous décrit ensuite les dérapages des opérations hors-bilan des banques privées qui se soustraient au contrôle de l’État. Il aborde ensuite le sujet des produits financiers dérivés, relevant qu’une des caractéristiques fondamentales du capitalisme contemporain consiste à entretenir le risque pour pouvoir le marchandiser. Puis, Michel Chossudovsky nous explique de façon très visuelle comment sont menées les attaques spéculatives contre les monnaies, en prenant exemple sur le won coréen durant la crise asiatique de 1997. Il nous fait comprendre qu’avec ces attaques, les spéculateurs visent en fait à prendre possession de l’économie entière des pays assaillis.

### Chapitre 9: La force d’imposition des institutions de Bretton Woods ou le consensus de Washington
Omar Aktouf nous décrit six mesures parmi les plus importantes des plans d’ajustement structurel du Fonds monétaire international et de la Banque mondiale : réduction des dépenses de l’État, privatisations, dévaluation de la monnaie, réorientation de l’économie nationale vers les exportations, vérité des prix, ainsi que libéralisation des investissements et vérité des salaires. Il détaille les effets concrets et néfastes de ces mesures pour les populations des pays en développement. Susan George nous explique ensuite comment l’Organisation mondiale du commerce se place au-dessus de toutes les lois et de toutes les conventions internationales pour dicter sa propre loi et imposer des déréglementations économiques qui profitent avant tout aux transnationales.

### Chapitre 10: La force d’imposition de l’humanisme militaire ou «la guerre c’est la paix»
Michel Chossudovsky revient sur les accords de Dayton, qui ont mis fin à la guerre de Bosnie. Il rappelle qu’en annexe de ces accords, les militaires américains avaient eux-mêmes rédigé la constitution de la Bosnie-Herzégovine, et comment cette constitution, qui n’avait aucune base citoyenne en Bosnie-Herzégovine, installait un gouvernement colonial en donnant les rênes de l’économie à des étrangers. Noam Chomsky conclut en rappelant que « l’humanisme militaire » contemporain, avec ses missions de paix et de libération qui se prétendent altruistes et humanistes, cache en fait des guerres de conquête.

## Fiche technique
- Production, réalisation, montage : Richard Brouillette
- Scénario et recherche : Richard Brouillette
- Photographie : Michel Lamothe
- Prise de son : Simon Goulet
- Prise de son additionnelle : Alexandre Gravel
- Musique : Éric Morin
- Mixage : Éric Tessier
- Société de production : Les films du passeur
- Ventes internationales : Andoliado Producciones
- Distribution au Canada : Amoniak Films Distributions
- Format : noir et blanc, HDCam (tourné en 16mm), stéréo, 16:9 pillarbox (HD) ou 4:3 (SD)
- Pays d'origine : Canada (Québec)
- Langue originale : français (et un peu d'anglais)
- Genre : documentaire
- Durée : 160 minutes soit 2 h 40 min

## Prix et récompenses
L'Encerclement a remporté :
- le Prix Robert et Frances Flaherty (Grand Prix) au 11e Festival international du documentaire de Yamagata (Yamagata, Japon, 2009),
- le Grand Prix au 15e festival Visions du réel (Nyon, Suisse, 2009),
- le Prix du public du meilleur long métrage ainsi qu'une Mention spéciale pour le Prix Amnesty International au 6e festival IndieLisboa (Lisbonne,  Portugal, 2009),
- le Prix Pierre et Yolande Perrault du meilleur espoir documentaire aux 27e Rendez-vous du cinéma québécois (Montréal, Canada, 2009),
- le Prix La Vague du meilleur documentaire (ex aequo avec Hommes à louer, de Rodrigue Jean) au 23e Festival international du cinéma francophone en Acadie (Moncton, Canada, 2009).

## Intervenants
- Noam Chomsky
- Ignacio Ramonet
- Normand Baillargeon
- Susan George
- Omar Aktouf
- Bernard Maris
- Michel Chossudovsky
- François Denord
- François Brune
- Martin Masse
- Jean-Luc Migué
- Filip Palda
- Donald J. Boudreaux